# Iva (miasto)
Iva – miasto w Stanach Zjednoczonych, w stanie Karolina Południowa, w hrabstwie Anderson.